# Anarhynchus frontalis
Anarhynchus frontalis là một loài chim trong họ Charadriidae.

## Hình ảnh

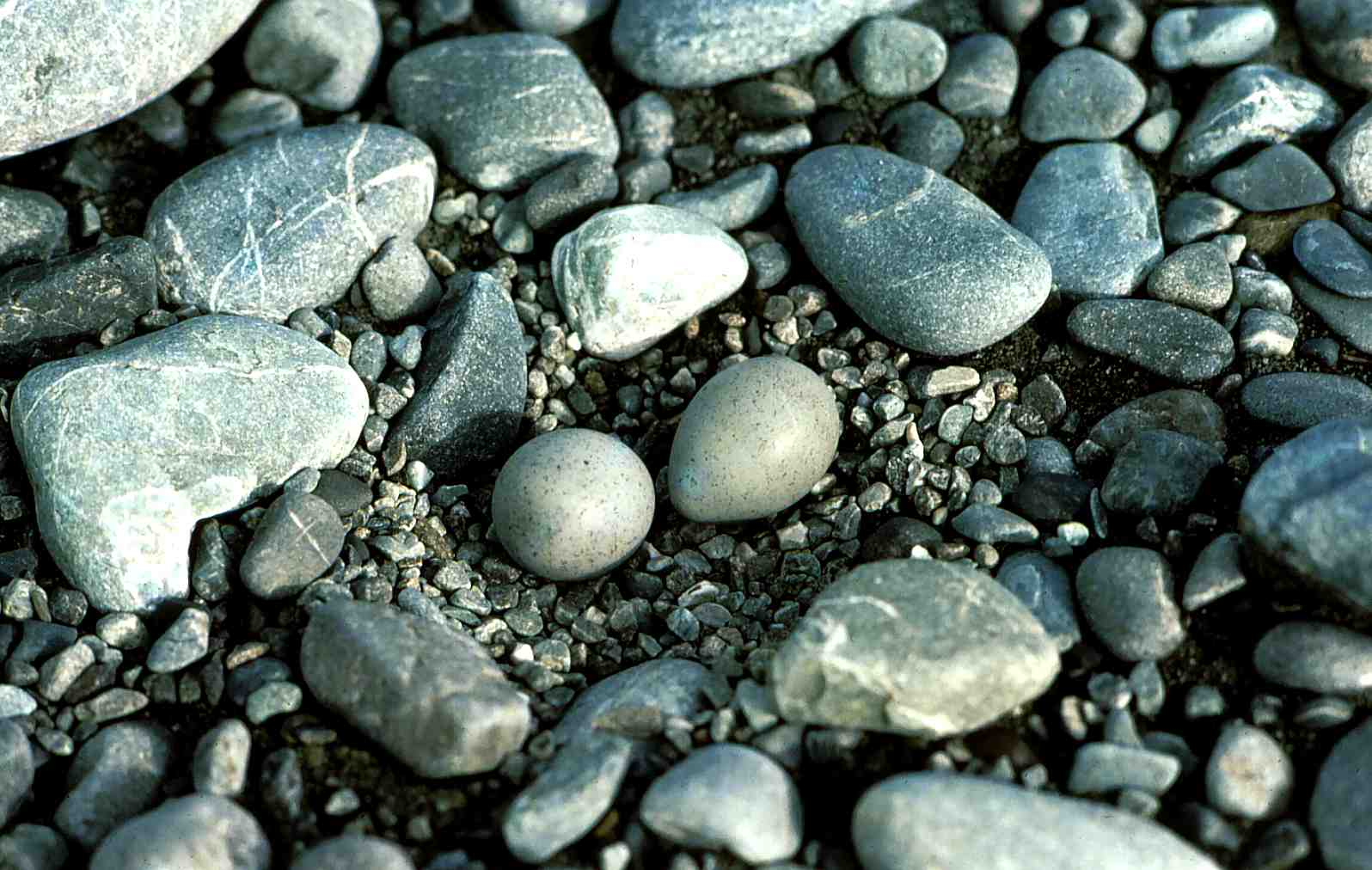
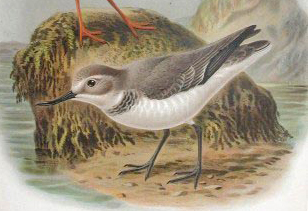
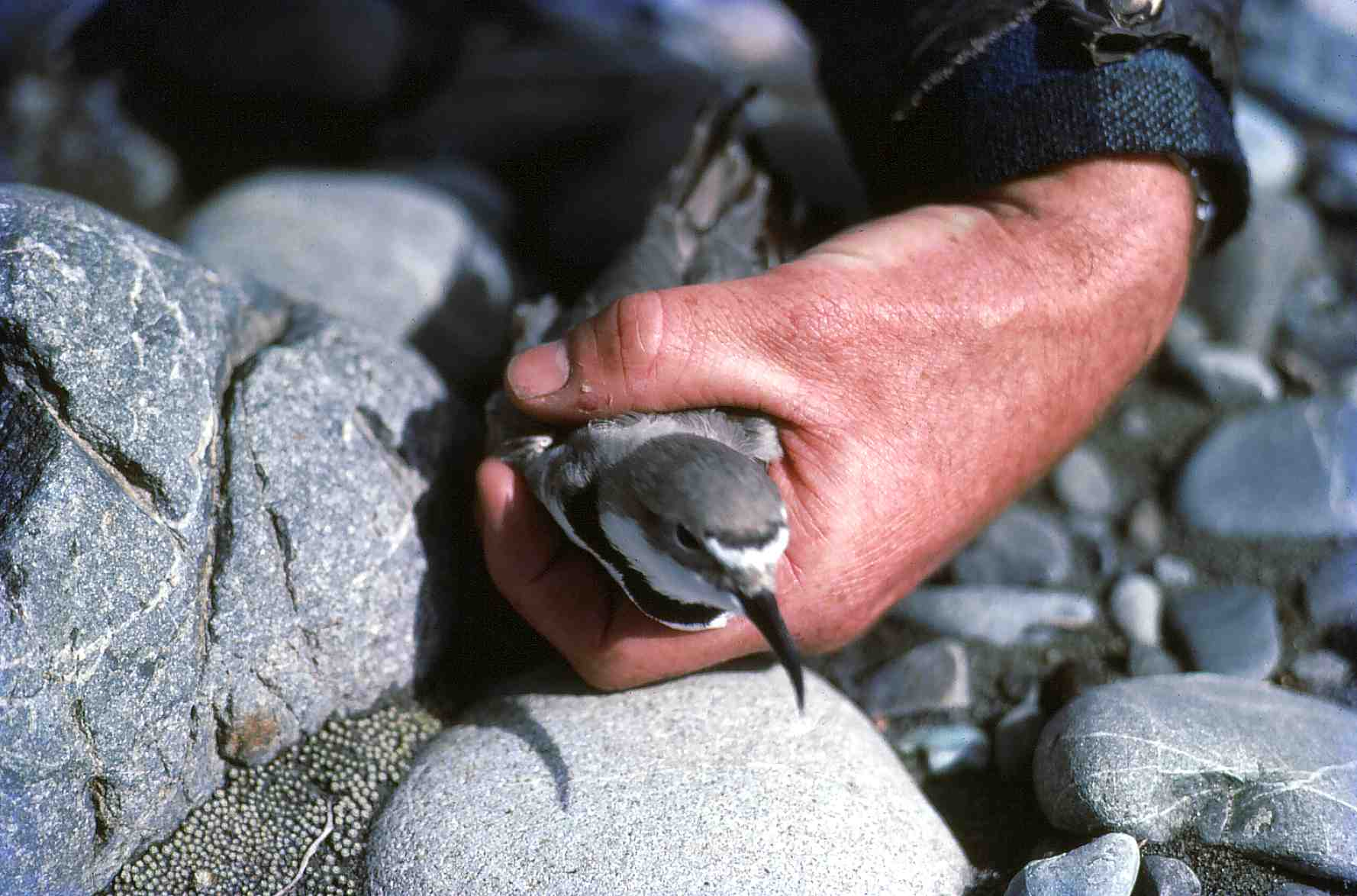
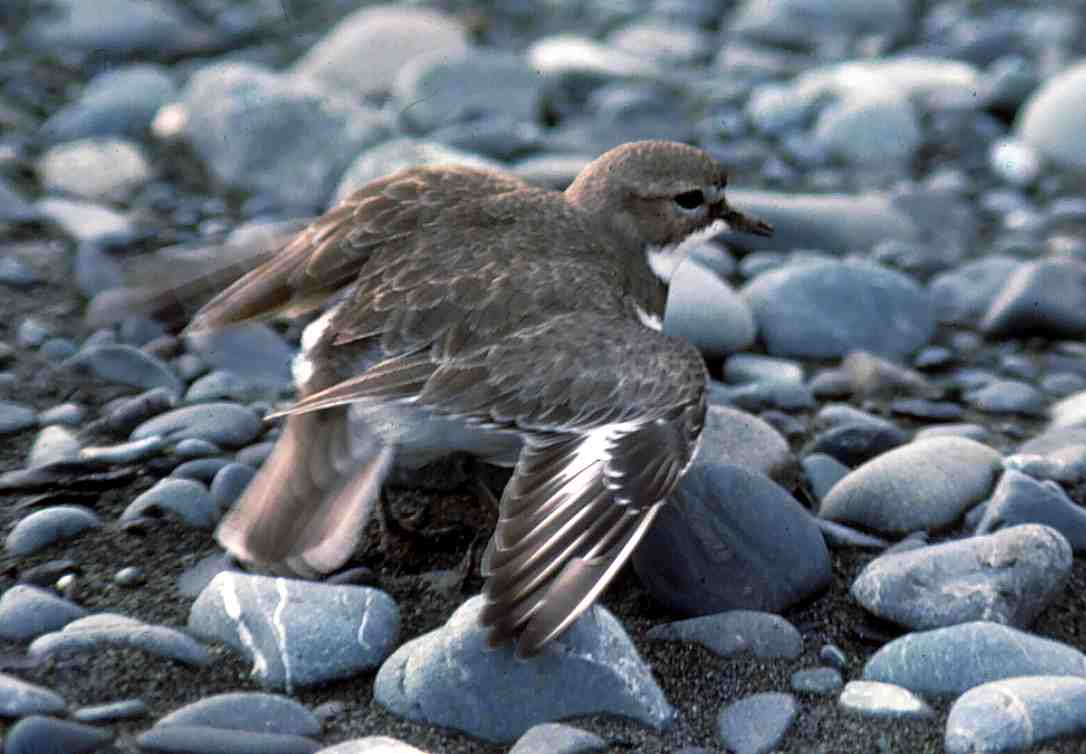